# 3. divisjon
La 3. divisjon è il quarto livello del campionato norvegese di calcio. Come nel resto del sistema calcistico locale, la stagione si svolge durante l'anno solare, precisamente da aprile ad ottobre. Al termine della stagione 2010, il numero delle squadre partecipanti è stato ridotto a 164, suddivise in 10 gruppi da 14 e 2 gruppi da 12. A partire dalla stagione 2017 il numero di squadre partecipanti è stato ridotto a 84.
Le 84 squadre partecipanti sono suddivise in sei gruppi da 14 squadre ciascuno. In ciascun girone le squadre si affrontano in partite di andata e ritorno per un totale di 26 giornate, senza play-off o spareggi. La squadra vincitrice di ogni raggruppamento viene promossa in 2. divisjon; le ultime tre retrocedono in 4. divisjon.
I raggruppamenti vengono costituiti sulla base della vicinanza geografica tra chi ne fa parte. Come nella 2. divisjon, le squadre riserve dei club di Eliteserien, 1. divisjon e 2. divisjon possono partecipare al campionato: queste ultime due non possono però essere promosse, come stabilito dai regolamenti.
Fino al 1990, la 3. divisjon era nota come 4. divisjon. Quando il massimo campionato ha cambiato nome da 1. divisjon ad Eliteserien, tutte le leghe inferiori hanno adottato un'altra denominazione.

## Squadre 2022

### Gruppo 1
- Brumunddal
- Elverum
- Fu/Vo
- Gjelleråsen
- Gjøvik-Lyn
- Lyn
- Kongsvinger 2
- Lillestrøm 2
- Lørenskog
- Nybergsund
- Raufoss 2
- Rommen
- Toten
- Ullensaker/Kisa 2

### Gruppo 2
- Åssiden
- Eik-Tønsberg
- Flint
- Follo
- Fredrikstad 2
- Halsen
- Hønefoss
- Kråkerøy
- Mjøndalen 2
- Oppsal
- Ørn-Horten
- Pors
- Sarpsborg 08 2
- Strømsgodset 2

### Gruppo 3
- Åkra
- Brodd
- Djerv 1919
- Donn
- IL Express
- Hinna
- Madla
- Mandalskameratene
- Sola
- Staal Jørpeland
- Start 2
- Vidar
- Viking 2
- Vindbjart

### Gruppo 4
- Årdal
- Bjarg
- Brann 2
- Fana
- Fjøra
- Frigg
- Fyllingsdalen
- Grorud 2
- Lysekloster
- Os
- Ready
- Sandviken
- Sogndal 2
- Stord